# البطولات الأسترالية 1931 (كرة مضرب)
هنا قائمة بالبطولات الأسترالية لكرة المضرب, المعروفة الآن باسم أستراليا المفتوحة لسنة 1931:

## فردي رجال
جاك كراوفورد هزم  هاري هوبمان 6-4 6-2 2-6 6-1

## فردي سيدات
كارول بوتسورث هزم  مارجر كوكس كراوفورد 1-6, 6-3, 6-4